# التلألؤ الحيوي
التلألؤ الحيوي أو التوهج الحيوي هو ظاهرة إطلاق الضوء من قبل الكائنات الحية، وهي متنوعة في استخداماتها وآلياتها. يوجد التوهج الحيوي في البيئات المائية والبرية، مع تفاوت كبير بين الكائنات التي تستخدمه. تعتبر هذه الظاهرة مثيرة للاهتمام بسبب تنوعها وتأثيرها على البيئة والكائنات. يستخدم العديد من الكائنات التوهج لأغراض مختلفة مثل الدفاع، الهجوم، والتواصل. يعتبر التوهج الحيوي موضوعًا شيقًا يمكن اقتحامه من زوايا مختلفة ويفتح الباب أمام اكتشافات جديدة في مجالات متعددة.

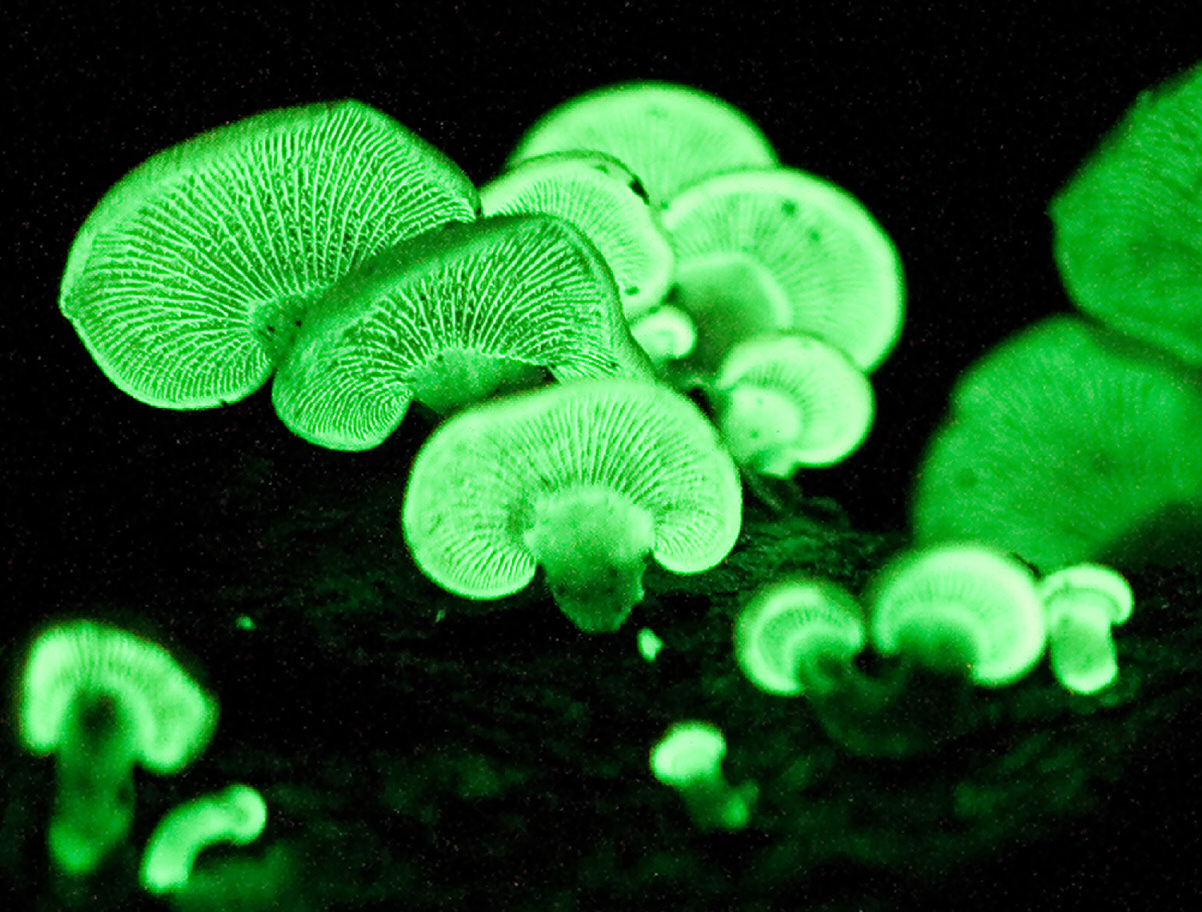
نوع من أنواع الفطر Panellus stipticus

تم العثور على معظم الكائنات الحية المضيئة في المحيط. وتشمل هذه الأنواع البحرية الأسماك والبكتيريا والقناديل. تم العثور على بعض الكائنات الحية المضيئة، بما في ذلك اليراعات والفطريات، على اليابسة. لا توجد تقريبًا أي كائنات مضيئة بيولوجيًا موطنها موائل المياه العذبة. 

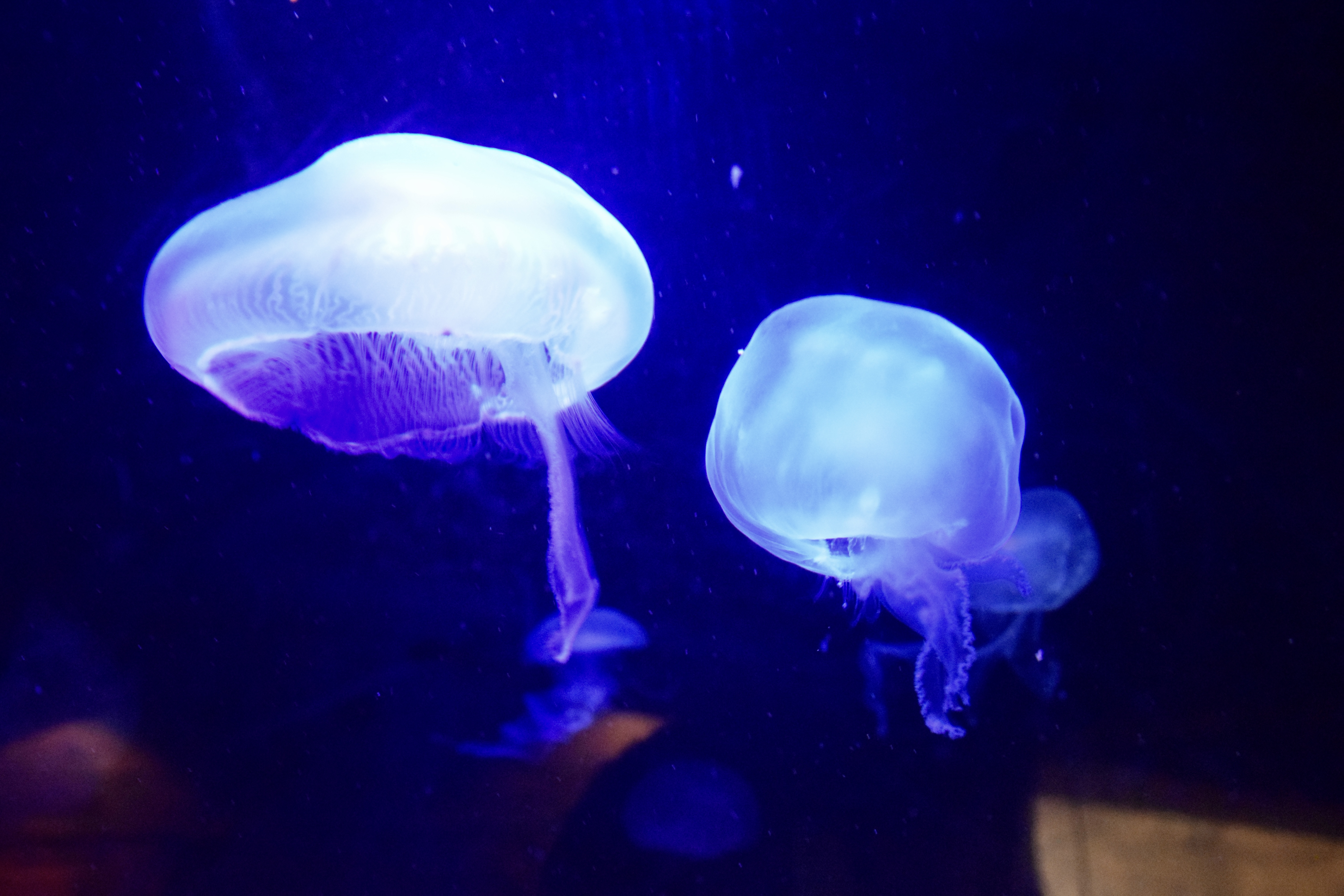
قنديل بحر Jellyfish

## التاريخ
إن إطلاق الضوء من الحيوانات والفطريات قد ألهم فضول واهتمام الإنسان منذ العصور القديمة مثل عصر أرسطو (384–322 ق.م.) وبليني (23–79 م). وقد كانت موضوعًا للاهتمام والبحث من قبل العديد من العلماء الكبار في الطبيعة والفيزيائيين وعلماء وظائف الاعضاء (هارفي، 1957).
باستخدام مضخة فراغ بناها، أظهر روبرت بويل (1627–1691) أن اطلاق الضوء من اللحم والفطريات يتطلب وجود الهواء. واقترح بنجامين فرانكلين (1706–1790)، الذي اكتشف أن البرق ينجم عن الكهرباء، أن التوهج الفسفوري هو ظاهرة كهربائية. ويشتهر باولو بانتشيري (1833–1877) بمنشوراته حول علم التشريح والأنسجة لمختلف أنواع الكائنات الحية المضيئة، واكتشف رافاييل دوبوا (1849–1929) اللوسيفيرين واللوسيفيراز.
بدأت أسرار الكيمياء الخاصة بالتلألؤ الحيوي في الظهور فقط في القرن العشرين. أنشأ إيلهاردت فيدمان (1888) مصطلح "luminescence"، وهي الظاهرة التي تحدث عندما يتم إطلاق الضوء من مادة ما دون وجود حرارة مرتفعة. واستخدم هارفي (1916) مصطلح "bioluminescence"،التلألؤ الحيوي. على الأرجح لأول مرة.

## إنتاج الضوء: تفاعل كيميائي

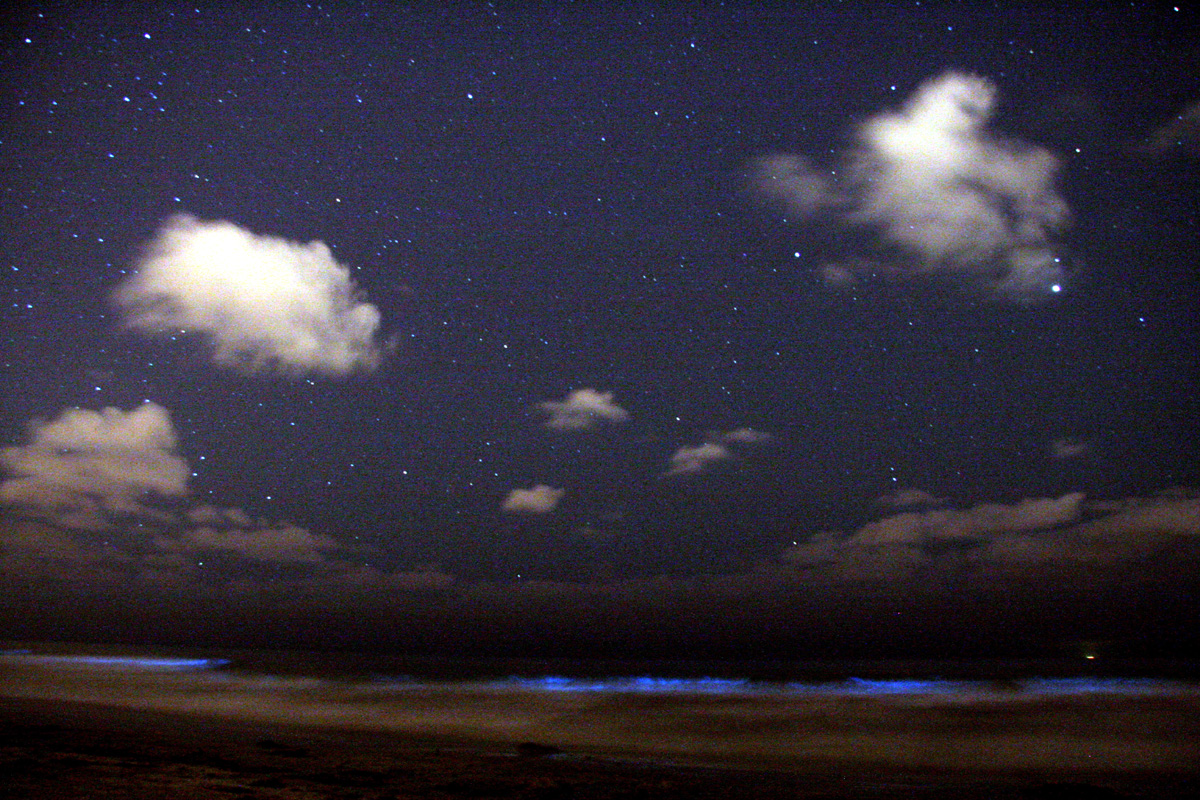
ظاهرة التلألؤ الحيوي نتيجة وجود السوطيات الدوارة

يتطلب التفاعل الكيميائي الذي ينتج عنه التلألؤ الحيوي مادتين كيميائيتين : لوسيفيرين وإما لوسيفيراز أو البروتين الضوئي. لوسيفيرين هو المركب الذي ينتج الضوء بالفعل. في التفاعل الكيميائي، يسمى لوسيفيرين الركيزة. اللون هو نتيجة لترتيب جزيئات لوسيفيرين.
تقوم بعض الكائنات الحية ذات الإضاءة الحيوية بإنتاج (تصنيع) اللوسيفيرين من تلقاء نفسها.السوطيات الدوارة ذات الإضاءة الحيوية هي نوع من العوالق، وهي كائنات بحرية صغيرة يمكن أن تتسبب أحيانًا في تلألؤ سطح المحيط أثناء الليل.
بعض الكائنات ذات الإضاءة الحيوية لا تصنع اللوسيفيرين. وبدلا من ذلك، فإنها تمتصه من خلال الكائنات الحية الأخرى، إما كغذاء أو في علاقة تكافلية. على سبيل المثال، تحتوي العديد من الحيوانات البحرية، مثل الحبار، على بكتيريا مضيئة في أعضائها التي تقوم بعملية التمثيل الضوئي. البكتيريا والحبار لديهم علاقة تكافلية.
لوسيفيراز هو إنزيم. الإنزيم هو مادة كيميائية (تسمى المحفز) تتفاعل مع الركيزة للتأثير على معدل التفاعل الكيميائي. تفاعل اللوسيفيراز مع اللوسيفيرين المؤكسد يصنع منتجًا ثانويًا يسمى أوكسيلوسيفيرين. والأهم من ذلك، أن التفاعل الكيميائي يولد الضوء. تنتج السوطيات الدوارة المضيئة الضوء باستخدام تفاعل لوسيفيرين-لوسيفيراز. 

## ألوان التلألؤ الحيوي
يكون عادة باللون الأزرق والأخضر، ربما لأن الأطوال الموجية القصيرة للضوء الأزرق والأخضر تسافر مسافات أطول في البحر. يُطلق بعض الحيوانات ضوءًا أحمر اللون، مما يساعدها على رؤية الأشياء في العمق البحري . الأكثر غرابة هو السائل الأصفر المضيء الذي تفرزه ديدان بحرية ذات أجسام شفافة (.Tomopteris sp). 

## وظائف التلألؤ الحيوي
- جذب أو العثور على فريسة

- الدفاع

- وسيلة للاتصال

- استجابة للتغير في البيئة

- جذب الشركاء للتزاوج

على الرغم من وجود العديد من الاستخدامات للتلألؤ البيولوجي، إلا أن لديه بعض أوجه القصور أيضًا. على سبيل المثال، غالبًا ما تخيف الكائنات الحية المضيئة فرائسها بدلاً من جذبها إليها.

## أفضل الأماكن حول العالم لمشاهدة التلألؤ الحيوي
1. خليج توياما، اليابان
2. جزر ماتسو، تايوان
3. البحيرة المضيئة، جامايكا
4. جزيرة مودهدو، جزر المالديف